# New York Film Critics Circle Awards 1980
La 46ª edizione della cerimonia dei New York Film Critics Circle Awards, annunciata il 30 dicembre 1980, si è tenuta il 25 gennaio 1981 ed ha premiato i migliori film usciti nel corso del 1980.

## Vincitori e candidati

### Miglior film
- Gente comune (Ordinary People), regia di Robert Redford
- Una volta ho incontrato un miliardario (Melvin and Howard), regia di
- Toro scatenato (Raging Bull), regia di Martin Scorsese

### Miglior regista
- Jonathan Demme - Una volta ho incontrato un miliardario (Melvin and Howard)
- Martin Scorsese - Toro scatenato (Raging Bull)
- Robert Redford - Gente comune (Ordinary People)

### Miglior attore protagonista
- Robert De Niro - Toro scatenato (Raging Bull)
- Robert Duvall - Il grande Santini (The Great Santini)
- Peter O'Toole - Professione pericolo (The Stunt Man)

### Miglior attrice protagonista
- Sissy Spacek - La ragazza di Nashville (Coal Miner's Daughter)
- Goldie Hawn - Soldato Giulia agli ordini (Private Benjamin)
- Mary Tyler Moore - Gente comune (Ordinary People)

### Miglior attore non protagonista
- Joe Pesci - Toro scatenato (Raging Bull)
- Jason Robards - Una volta ho incontrato un miliardario (Melvin and Howard)
- Timothy Hutton - Gente comune (Ordinary People)

### Miglior attrice non protagonista
- Mary Steenburgen - Una volta ho incontrato un miliardario (Melvin and Howard)
- Debra Winger - Urban Cowboy
- Mary Nell Santacroce - La saggezza nel sangue (Wise Blood)

### Miglior sceneggiatura
- Bo Goldman - Una volta ho incontrato un miliardario (Melvin and Howard)
- Jean Gruault - Mio zio d'America (Mon oncle d'Amérique)
- John Sayles - Return of the Secaucus 7

### Miglior film in lingua straniera
- Mio zio d'America (Mon oncle d'Amérique), regia di Alain Resnais • Francia
- Esecuzione di un eroe (Breaker Morant), regia di Bruce Beresford  • Australia
- Tess, regia di Roman Polański • Francia/Regno Unito

### Miglior documentario
- Best Boy, regia di Ira Wohl

### Miglior fotografia
- Geoffrey Unsworth e Ghislain Cloquet - Tess